# روزتوچه ناتیونال پارک
روزتوچه ناتیونال پارک (به لهستانی:  Roztocze National Park) یک منطقهٔ مسکونی در لهستان است که در Lublin Voivodeship, Poland واقع شده‌است.